# Stuttgarts flygplats
Flughafen Stuttgart eller Stuttgart Airport (tidigare Flughafen Stuttgart-Echterdingen) (IATA: STR, ICAO: EDDS) är en internationell flygplats belägen cirka 13 km söder om Stuttgart, Tyskland.
Flygplatsen ligger till större del på gränsen mellan städerna Leinfelden-Echterdingen och Filderstadt. En mindre del ligger inom Stuttgarts stad. Det är den 7:e största flygplatsen i Tyskland och den viktigaste flygplatsen i delstaten Baden-Württemberg, med 9 728 710 passagerare 2014.
Flygplatsen är den enda större flygplatsen i Tyskland med endast en bana, men den är ändå ett viktigt centrum för det tyska TUIfly.

## Historia
Flygplatsen byggdes 1939 för att ersätta den tidigare Böblingen flygplats. 1945 tog det amerikanska flygvapnet över flygplatsen och återlämnde den 1948 till de tyska myndigheterna. Men amerikanska armén kom att fortsätta att använda sig av flygplatsen och har idag en helikopterbas på södra sidan av flygplatsen, som man delar med Baden-Württemberg polishelikopteravdelning.
Flygplatsen byggdes ut efter andra världskriget. Banan förlängdes till 1800 meter 1948, sedan till 2250 meter 1961 och slutligen till 3345 meter 1996.
Den ursprungliga terminalen från 1938 ersattes under 2004 med fyra nya terminaler, varav terminal 1, 2 och 3 finns i samma byggnad. De nya terminalerna gav flygplatsen en kapacitet på maximalt cirka 12 miljoner passagerare per år.[källa behövs]

## Marktransport
Flygplatsen kan lätt nås inom 30 minuter från stadens centrala järnvägsstation med pendeltåg S2 och S3. Flygplatsen ligger precis vid Autobahn A8 som förbinder städerna Karlsruhe, Stuttgart och München.